# Ochicanthon thailandicum
Ochicanthon thailandicum är en skalbaggsart som beskrevs av Masumoto 1989. Ochicanthon thailandicum ingår i släktet Ochicanthon och familjen bladhorningar. Inga underarter finns listade i Catalogue of Life.